# (10956) Vosges
(10956) Vosges (5023 P-L) – planetoida z grupy pasa głównego asteroid okrążająca Słońce w ciągu 3 lat i 223 dni w średniej odległości 2,35 j.a. Została odkryta 24 września 1960 roku.